# Aleksandar II. Škotski
Aleksandar II. (škot. Alasdair mac Uilleim) (Haddington, 24. kolovoza 1198. – otok Kerrera, 8. srpnja 1249.), škotski kralj od 1214. do 1249. godine, iz dinastije Dunkelda. Očuvao je mir s Engleskom i osnažio škotsku monarhiju.

## Životopis
Rodio se kako jedini sin i nasljednik škotskog kralja Vilima I. Lava (1165. – 1214.) i kraljice Ermengarde de Beaumont. Po dolasku na prijestolje pridružio se 1215. godine, pobuni engleskih baruna protiv engleskog kralja Ivana Bez Zemlje (1199. – 1216.), nadajući se da će se na taj način domoći teritorija kojeg je svojatao u sjevernoj Engleskoj. Nakon što je pobuna skršena 1217. godine, odao je počast engleskom kralju Henriku III. (1216. – 1272.) i 1221. godine oženio njegovu sestru Ivanu († 1238.). Na domaćem terenu, Aleksandar II. skršio je 1215. godine pobunu klanova MacWilliam i MacHeth u Morayju i Angusu. Godine 1216. uspostavio je po prvi put vlast škotske krune nad Argyllom, koju je učvrstio 1222. godine, a 1235. godine ugušio je ustanak u Gallowayu.
Godine 1237. Aleksandar II. i Henrik III. sklopili su mirovni sporazum prema kojem se Aleksandar II. odrekao svojatanja engleskih teritorija (Northumbria i Cumbria), a zauzvrat je dobio imanja u Engleskoj. Tim ugovorom određena je granica između Škotske i Engleske kakva je najvećim dijelom ostala do danas.
Godine 1239. oženio se s Marijom od Coucyja s kojom je 1241. godine, dobio sina i nasljednika Aleksandra. Umro je 1249. godine, u trenutku kada je pripremao napad protiv Norvežana, koji su zauzeli Hebride na zapadu zemlje.

## Vanjske poveznice
|  | Zajednički poslužitelj ima još gradiva o temi Aleksandar II. Škotski |

- Aleksandar II. Hrvatska enciklopedija
- Aleksandar II. Proleksis enciklopedija
- Aleksandar II., kralj Škotske Britannica (engl.)
- Kralj Aleksandar II. - undiscoveredscotland.co.uk (engl.)
- Kralj Aleksandar II. Škotski (1214.-1249.) (engl.)

| Prethodnik:                | Kralj Škota (1214. - 1249.) | Nasljednik:                   |
| Vilim I. Lav (1165.-1214.) | Kralj Škota (1214. - 1249.) | Aleksandar III. (1249.-1286.) |